# Era-Pack Chrudim
Futsal Klub Era-Pack Chrudim – czeski klub futsalowy z siedzibą w Chrudim, obecnie występuje w 1. Liga Futsalu (najwyższa klasa rozgrywkowa w Czechach).

## Sukcesy
Źródła:
- Mistrzostwo Czech (9): 2004, 2005, 2007, 2008, 2009, 2010, 2011, 2012, 2013
- Puchar Czech (7): 2005, 2008, 2009, 2010, 2011, 2012, 2013